# Justicia hyssopifolia
La mataprieta (Justicia hyssopifolia) es una especie de planta con flores perteneciente a la familia Acanthaceae.

## Distribución y hábitat
El área de distribución nativa de esta especie se extiende en las Islas Canarias (especialmente en Tenerife y La Gomera). Crece principalmente en el bioma subtropical.

## Taxonomía
Justicia hyssopifolia fue descrita por Carlos Linneo y publicada en Species Plantarum 1: 15, en 1753.

#### Etimología
Véase: Justicia
hyssopifolia: epíteto que combina el nombre del género Hyssopus y el vocablo latino folia; "hoja"; propiamente "con hojas como Hyssopus", refiriéndose a la similitud en la apariencia concreta de las hojas de la planta con las especies de susodicho género.